# Adaptation humaine à l'espace

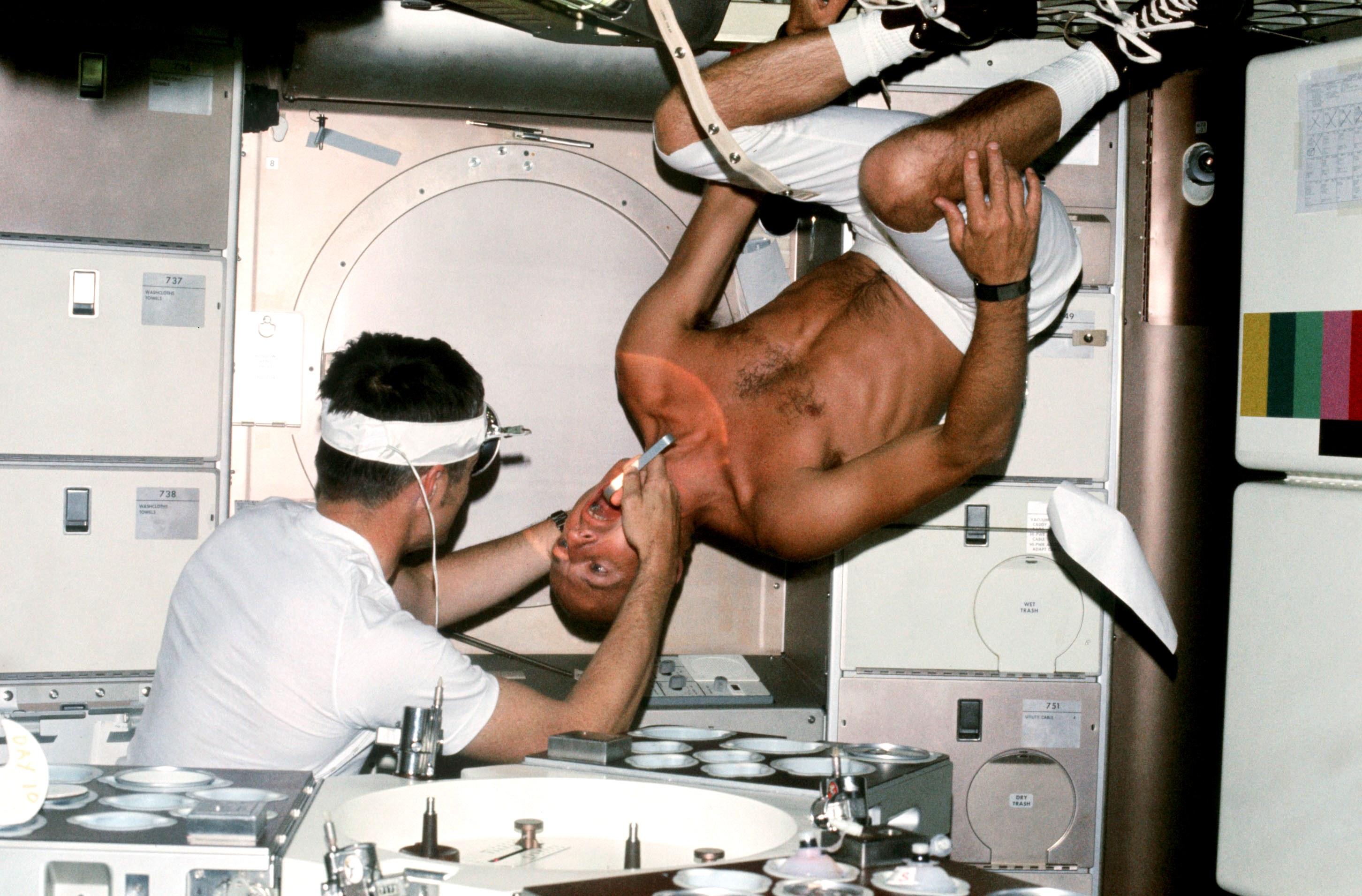
Pete Conrad pendant un examen dentaire lors d'un séjour sur Skylab.

L'adaptation humaine à l'espace est l'ensemble des études et des techniques qui doivent permettre à l'humain de combattre les conséquences négatives de l'absence de pesanteur sur sa physiologie durant ses séjours dans l'espace. Il s'agit d'un axe de recherche important pour les projets de conquête et de colonisation de l'espace, qui imposeront des séjours et des voyages de longue durée dans le milieu spatial. Les recherches actuelles portent sur l'analyse des effets de l'impesanteur sur les cosmonautes ayant séjourné dans l'espace.

## Risques liés à l'exploration spatiale
La NASA, dans son document intitulé « Bioastronautics Roadmap: A Risk Reduction Strategy for Human Exploration of Space », définit 45 risques - répartis en 15 disciplines - associés à la santé, la sécurité et les performances d'un équipage durant une mission spatiale :
- perte osseuse[3] (4) : risque accéléré de perte et de fracture osseuse ; réparation osseuse altérée ; dégâts aux structures articulaires et intervertébrales ; formation de lithiase rénale ;
- altérations cardio-vasculaires[4] (2) : troubles du rythme cardiaque ; diminution des fonctions cardio-vasculaires ;
- santé environnementale[5] (1) : définition de limites acceptables pour la contamination de l'air et de l'eau ;
- immunologie et infection[6] (3) : dysfonction immunitaire ; allergie et auto-immunité ; interaction entre les facteurs des vols spatiaux, les allergies et l'auto-immunité ; altération des interactions entre les microbes et l'hôte.
- altération des muscles squelettiques[7] (2) : réduction de la masse, de la force et de l'endurance musculaire ; susceptibilité accrue aux lésions musculaires ;
- adaptation sensorielle et motrice[8] (3) : diminution des capacités sensorielles et motrices pour la réalisation de tâches opérationnelles durant le vol, l'entrée et l'atterrissage ; diminution des capacités sensorielles et motrices pour la réalisation de tâches opérationnelles après l'atterrissage et réadaptation ; mal des transports ;
- nutrition[9] (1) : nutrition inadaptée ;
- aptitudes cliniques[10] (7) : monitorage et prévention ; maladie et traumatisme majeurs ; distribution de la pharmacologie ; soins ambulatoires ; réhabilitation sur Mars ; informatique, technologies et systèmes de support médicaux ; entraînement et maintien des compétences médicales ;
- santé comportementale et performance, facteur humain dans l'espace[11] (4) : échec des performances humaines dû à une mauvaise adaptation psychologique ; échec des performances humaines dû à des problèmes neuro-comportementaux ; inadéquation entre les capacités cognitives de l'équipage et les tâches demandées ; échec des performances humaines dû au manque de sommeil et aux problèmes liés aux rythme circadien ;
- radiation[12] (4) : carcinogenèse ; risques aigus et à long terme sur le système nerveux central ; risques tissulaires chroniques et dégénératifs ; risques aigus des radiations ;
- monitorage et contrôle environnemental avancés[13] (5) : monitorage de la qualité de l'air ; monitorage de l'environnement extérieur ; monitorage de la qualité de l'eau ; monitorage des surfaces, de la nourriture et du sol ; fourniture de systèmes intégrés autonomes de contrôle de support vital ;
- activité extravéhiculaire avancée[14] (1) : fourniture de systèmes de supports vitaux dans des combinaisons et portatifs ;
- technologie alimentaire avancée[15] (1) : maintien quantitatif et qualitatif de la nourriture ;
- support de vie avancé[16] (5) : maintien d'une atmosphère acceptable ; maintien d'un équilibre thermique dans les parties habitables ; gestion des déchets ; obtention et maintien de systèmes biorégénératifs de support vital ; obtention et maintien d'eau potable ;
- ingénierie du facteur humain dans l'espace[17] (2) : inadéquation entre les capacités physiques de l'équipage et les tâches demandées ; mauvaises interactions entre le sol, l'équipage et les fonctions automatisées.

## Bilan des séjours de l'Homme dans l'espace
L'homme est allé dans l'espace pour la première fois en 1961 et à ce jour [Quand ?], seulement environ 500 astronautes se sont rendus dans l'espace. Les données sont donc assez limitées en qualité et en quantité et il est donc assez difficile pour les scientifiques d'étudier les effets de la vie dans l'espace. La plupart des données proviennent de séjours de courte durée et certains effets physiologiques apparaissant à long terme ne sont donc que très peu connus.
À titre d'exemple un aller-retour pour Mars, avec la technologique actuelle, est estimé à au moins 12 à 18 mois juste pour le transport. Or le record actuel du plus long vol spatial de l'histoire de l'humanité, détenu par le Soviétique Valeri Vladimirovich Polyakov est d'un peu plus de 14 mois d'affilée à bord de la station spatiale Mir.

### Les conséquences physiques
Les conséquences physiques dues aux voyages spatiaux sont principalement causées par l'impesanteur, ou par une pesanteur différente de celle de la Terre.
Ainsi, dès les premiers vols spatiaux, les cosmonautes et astronautes se sont trouvés confrontés au mal de l'espace. 40 % des astronautes sont touchés par ce mal qui touche leur sens de l'orientation. Ces problèmes d'adaptation peuvent temporairement les empêcher d'accomplir leur mission.
Un séjour en impesanteur fait grandir : tandis que, sur Terre, nos muscles luttent contre la gravité, un séjour en impesanteur conduit le corps à ne plus être soumis à son propre poids, et la colonne vertébrale à s'expandre : des astronautes peuvent ainsi gagner plusieurs centimètres,  et reprennent leur taille normale à leur retour sur Terre. De même, les muscles étant moins ou différemment sollicités, et n'ayant plus à « tenir » le squelette, leur structure change, et ils subissent un vieillissement accéléré. C'est également le cas des os : sur Terre, leur renouvellement est assuré par le poids que nous exerçons sur eux, poids qui disparaît en impesanteur. Un astronaute récupère généralement ces pertes osseuses une fois revenu sur Terre. Cependant, certains ont vu leur ossature se fragiliser à la suite de longs séjours dans l'espace.
L'impesanteur entraîne aussi une décalcification des os : une partie du calcium qui sert à les reconstituer passe dans le sang et est évacué par les urines. On peut perdre ainsi environ 100 mg de calcium par jour, avec une réserve d'environ 1 kg.

#### Vie en faible gravité

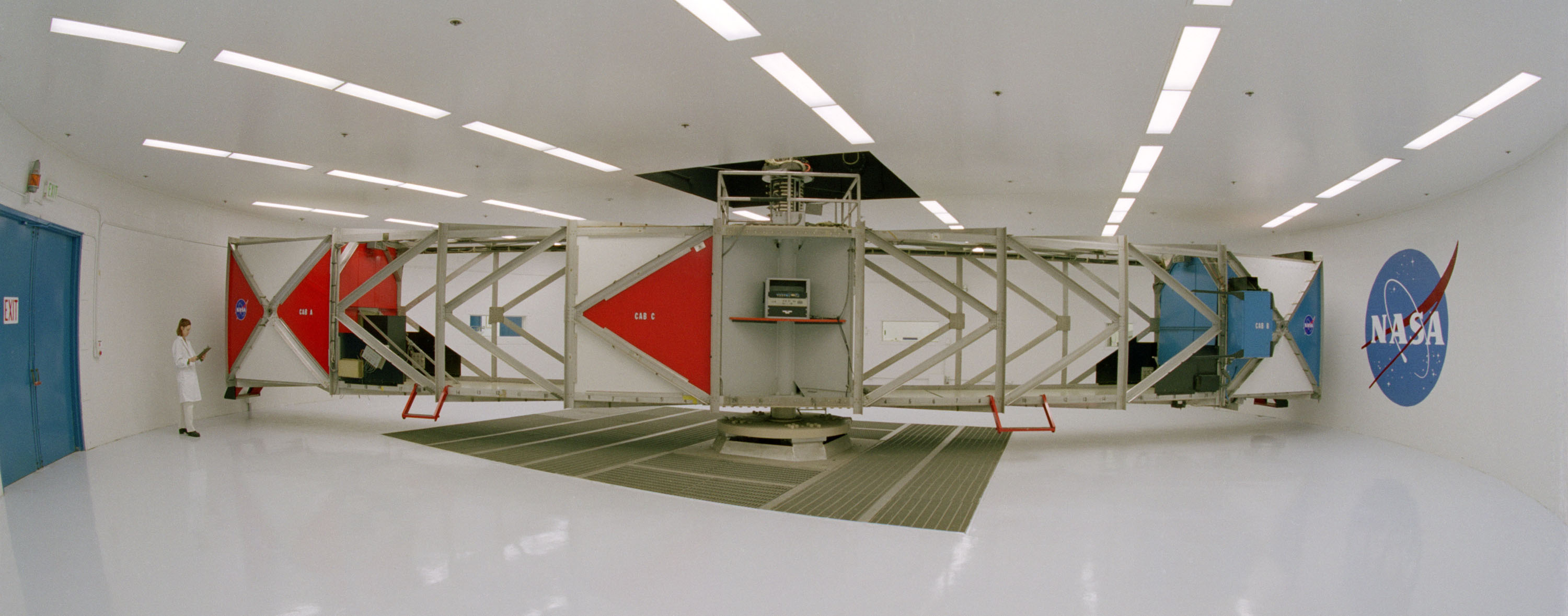
Centrifugeuse de 20 G à l'Ames Research Center de la NASA.

La gravité a modelé la structure des êtres vivants sur la Terre depuis des centaines de millions d'années. Trois groupes d'appareils ont été particulièrement façonnés par les forces gravitationnelles au cours de l'évolution : l'appareil locomoteur ostéomusculaire, permettant le mouvement ; l'appareil vestibulaire, permettant l'équilibre ; et l'appareil cardiovasculaire, permettant la circulation du sang. Dans l'espace, ce sont ces trois appareils qui subissent le plus fortement l'absence de pesanteur et pour lesquels on retrouve les modifications physiologiques les plus importantes.
Les effets néfastes pour un organisme humain vivant en impesanteur sur une longue période de temps ont été mis en évidence grâce aux séjours de longue durée dans les stations orbitales Saliout, Mir et ISS de cosmonautes comme Valeri Polyakov (14 mois d'affilée à bord de Mir, et 678 jours cumulés dans l'espace), Sergueï Avdeïev (748 jours) ou Sergueï Krikaliov (803 jours).

##### Mal de l'espace
Le « mal de l'espace » ou syndrome d'adaptation à l'espace est un syndrome très fréquent affectant près des deux tiers des astronautes lors des deux premiers jours de vol. Ce syndrome associe sudation, vertige, nausées et vomissements et limite considérablement les performances, notamment dans la réalisation de certaines activités délicates telles qu'un vol extravéhiculaire, un arrimage ou un atterrissage.
Différentes méthodes de prévention telles l'exposition à des conflits sensoriels, le réarrangement des stimuli sensoriels ou l'application combinée de biofeedback et d'apprentissage de techniques d'auto-régulation ont été utilisées dans le passé, avec un succès limité. De plus vu le fait qu'il n'y ait pas de corrélation établie entre la susceptibilité à un mal des transports lors des tests au sol et la susceptibilité à un mal de l'espace véritable, il semble que ces méthodes préventives ne soient pas systématiquement nécessaires.
Le traitement reposant sur des injections intramusculaires d'antihistaminique comme la promethazine est assez efficace pour réduire les symptômes du mal de l'espace chez la plupart des membres d'équipage mais peut entraîner des effets secondaires délétères, avec diminution des performances et atteinte de l'humeur et du sommeil.

##### Redistribution des liquides biologiques
Sur Terre, la gravité tend à déplacer les différents liquides biologiques contenus dans notre corps, et notamment le sang contenu dans notre système circulatoire vers le bas. En impesanteur, l'absence de pression hydrostatique entraîne une redistribution de notre masse sanguine de la partie inférieure de notre corps vers sa partie supérieure, particulièrement les régions cardio-thoraciques et céphaliques. Les capteurs de ces régions vont interpréter cette redistribution et cet afflux sanguin comme une hypervolémie relative, et vont enclencher différents mécanismes de régulation, allant dans le sens d'une hypovolémie, afin de parvenir à un nouvel équilibre.

##### Conséquences musculosquelettiques
Si le mal de l'espace provoque des effets à court terme comme une désorientation et des troubles digestifs bénins, l'adaptation humaine à l'espace et à l'absence de gravité lors de séjours prolongés pose plus de problèmes. On constate notamment une perte de la masse musculaire, l'apparition d'ostéopénie et une baisse de l'efficacité du système immunitaire, entre autres. 

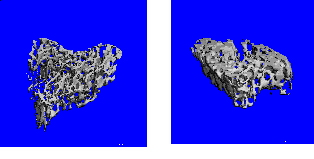
À gauche l'os trabéculaire du tibia d'une souris après un vol spatial, à droite celle d'une souris témoin restée au sol, bien plus dense.

En situation de microgravité ou d'impesanteur, le système musculosquelettique n'est plus soumis aux contraintes que la gravité lui impose sur Terre, ce qui entraîne son altération progressive. Après un vol spatial on constate des modifications dans la balance calcique qui devient négative à la suite d'une réduction de l'absorption intestinale du calcium et une augmentation de l'excrétion digestive et urinaire. Les effets sur la densité minérale osseuse sont très variables mais la perte osseuse est plus importante sur les os de la partie inférieure du corps, celle habituellement en charge, le bassin, les vertèbres lombaires et les cols fémoraux. Les mécanismes exacts de ces troubles du métabolisme osseux ne sont pas encore bien compris. L'exercice physique seul ne semble pas suffisant pour maintenir constante la masse osseuse, et des moyens pharmacologiques sont en cours d'évaluation : biphosphonates (comme l'alendronate, le risedronate et le zolédronate), modulateurs sélectifs du récepteur des œstrogènes (comme le raloxifène), agents anabolisants (comme la parathyroïde hormone et le teriparatide), vitamine D et calcium ou agents de régulation génétique.

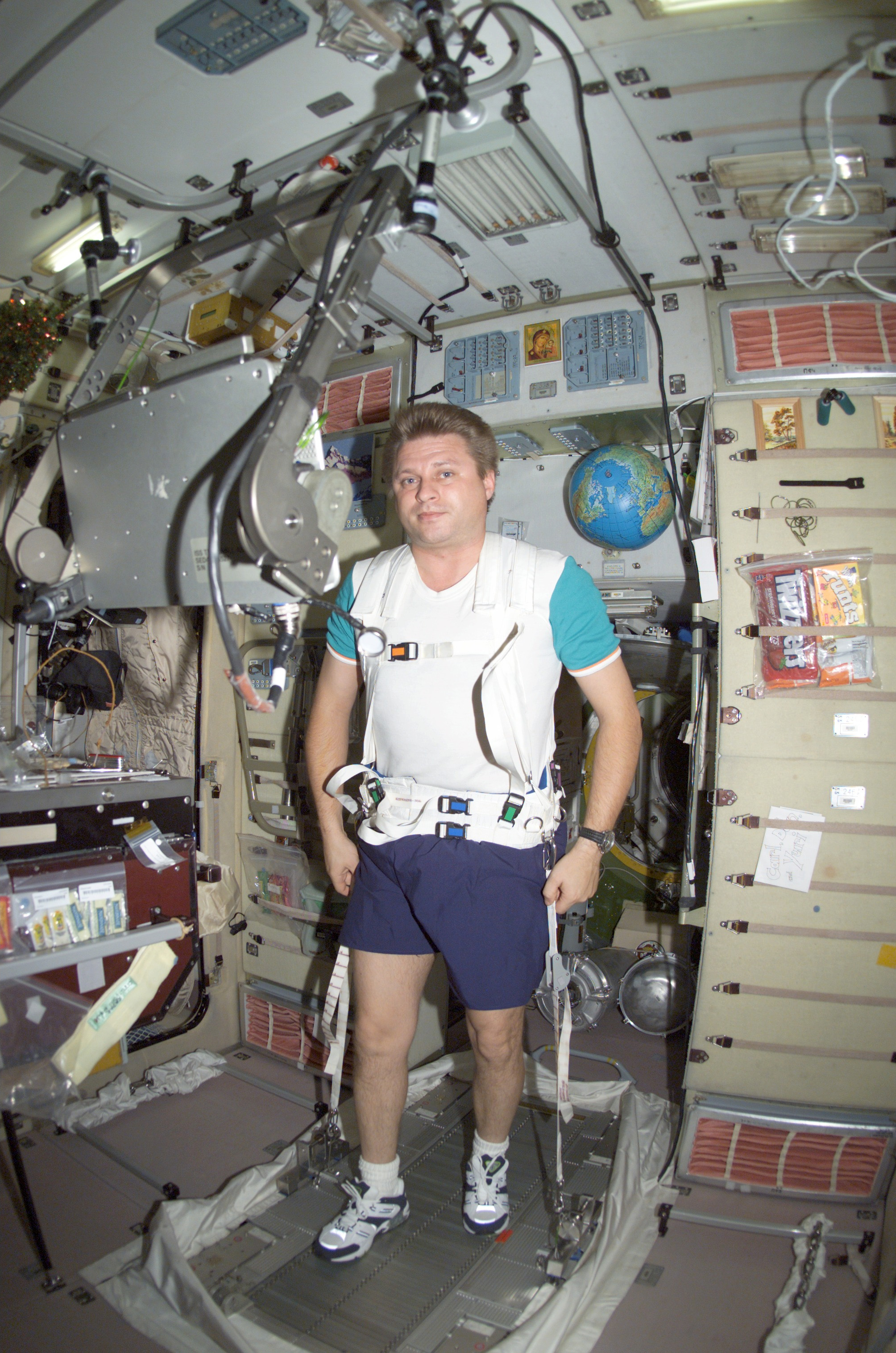
La marche sur tapis roulant, ici avec Iouri Onoufrienko, est l'un des moyens les plus utiles pour limiter l'atteinte musculaire.

De même, les muscles squelettiques, moins sollicités, sont également altérés, avec apparition d'une atrophie musculaire, d'un déclin en force maximale et en puissance entraînant une diminution des capacités fonctionnelles et une augmentation de la fatigabilité des muscles des membres, avec une altération particulièrement marquée au niveau des muscles antigravitationnels tels que le muscle soléaire. Ces altérations peuvent survenir rapidement, dès 1 à 3 semaines de vol. Chez l'homme, les fibres de type II semblent plus touchées par l'atrophie et les muscles extenseurs sont les premiers atteints. Ces modifications quantitatives sont dues à des modifications qualitatives structurelles avec diminution de la synthèse de protéines contractiles et notamment des protéines d'actine. Afin de limiter l'atteinte musculaire, il semblerait que la méthode la plus efficace soit des exercices physiques à haute intensité en résistance, réalisés sur de courtes durées mais de façon répétée dans la journée,.

##### Problèmes de vision
Des pertes au niveau de la vue de près ont été notées, après des séjours prolongés dans l'espace. L'une des explications est que le nerf optique peut être affecté par une pression intracrânienne élevée,.

#### Alimentation
Afin d'assurer une alimentation adaptée, indispensable lors de missions spatiales de longue durée, les spécialistes doivent d'abord étudier les modifications nutritionnelles consécutives aux vols spatiaux et déterminer les besoins nutritifs pour chaque nutriment, sachant que ces besoins sont bien spécifiques, influencés par les nombreuses modifications physiologiques constatées lors des séjours dans l'espace.[réf. nécessaire]

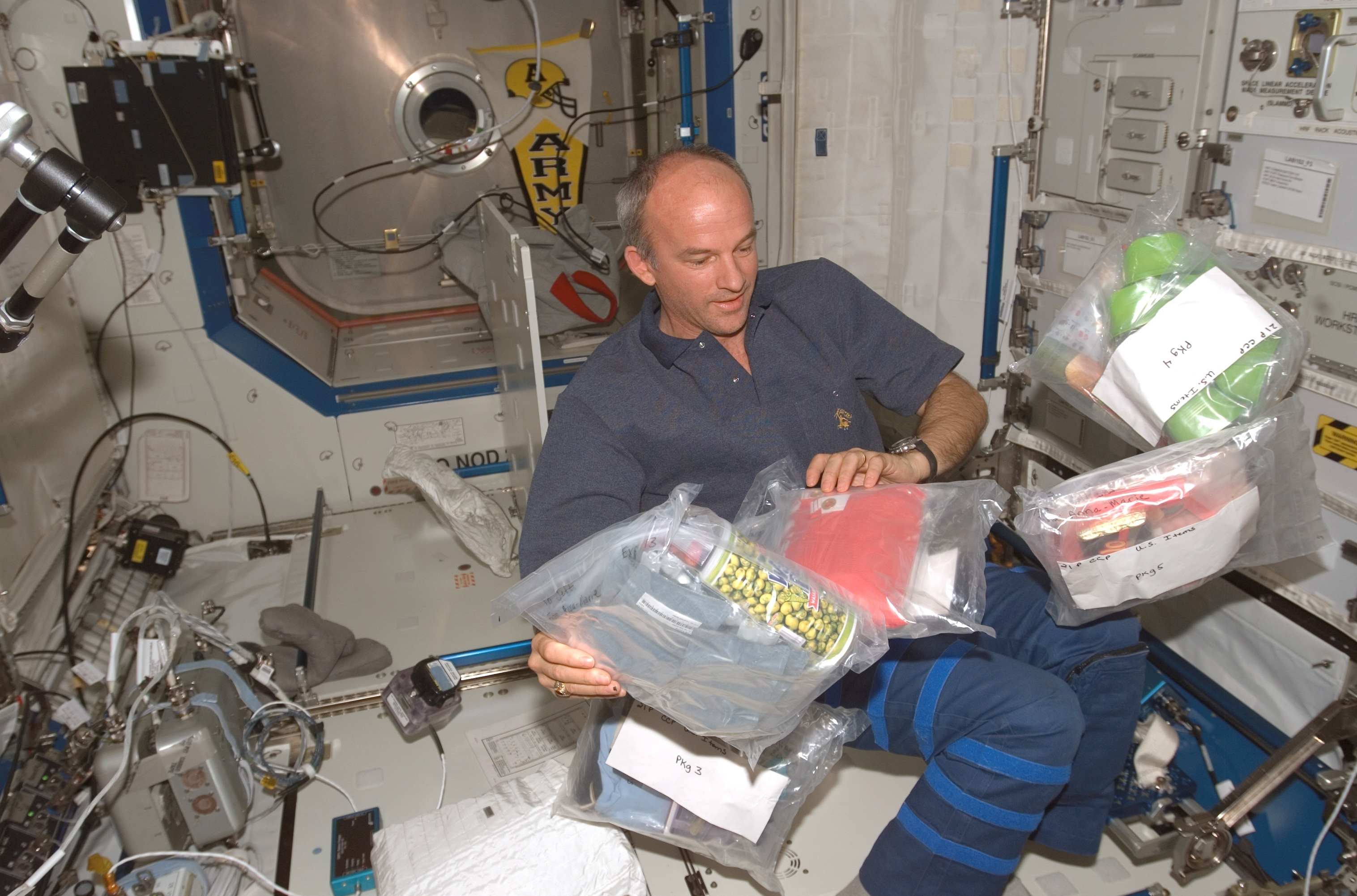
L'astronaute Jeffrey Williams avec des sacs contenant de la nourriture. Un repas équilibré est important pour le maintien d'une bonne nutrition et d'une bonne santé durant une exploration de longue durée.

Il est maintenant évident que le statut nutritionnel est altéré durant et après des vols spatiaux de longue durée. 
Chez la plupart des astronautes, on constate que les rations proposées et adaptées à la dépense énergétique, ne sont souvent pas entièrement consommées, ce qui entraîne des pertes de poids fréquentes, dépendantes de la durée du séjour, mais d'importance variable selon les individus. 
Une anorexie est fréquemment retrouvée, une revue de la littérature estimant que le déficit calorique peut atteindre 1330 kcal par astronaute de 70 kg et par jour, malgré la présence d'une nourriture en abondance, ce qui peut s'avérer délétère sur l'endurance et les performances. Les facteurs environnementaux susceptibles d'influer sur l'appétit, la prise alimentaire et la fonction gastro-intestinale durant un vol spatial sont la microgravité, l'exposition aux radiations spatiales et les altérations des cycles nycthéméraux. 
Cette diminution des apports énergétiques est associée à des apports insuffisants en vitamines et en minéraux. Ainsi, le taux de vitamine D diminue après 4 à 6 mois, même en présence d'une supplémentation. Cette modification est accompagnée d'une augmentation des marqueurs urinaires de la résorption osseuse. On constate également une diminution des taux urinaires en phosphore et en magnésium, la baisse de ce dernier pouvant entraîner une augmentation des lithiases rénales d'oxalate de calcium. Le taux de vitamine K, également essentiel pour le métabolisme osseux, pourrait également être diminué, ainsi ceux des folates et de la vitamine E. Un stress oxydatif important, dû aux rayonnements et aux périodes d'exposition à l'hyperoxie, peut entraîner des dégâts oxydatifs sur l'organisme. On constate également une baisse de l'hémoglobine, de l'hématocrite, du VGM et des globules rouges, qui pourrait être due à un trouble du métabolisme du fer lié à la microgravité. Des suppléments nutritifs peuvent être utilisés pour limiter ces effets mais des recherches sont encore nécessaires. L'apport en macronutriments peut être assuré de façon satisfaisante à bord des vaisseaux, mais un apport adéquat en micronutriments reste un problème à résoudre.

#### Conséquences des radiations
Le taux d’exposition aux radiations naturelles et cosmiques d'un astronaute est 100 à 1 000 fois plus élevé que sur Terre. Les astronautes sont considérés comme des travailleurs exposés aux radiations, au même titre que les ouvriers d'une centrale nucléaire. Selon Nicolas Foray, chercheur au centre de recherche en cancérologie de Lyon, « le principal risque radio-induit » réside dans l'effet des radiations sur le cristallin de l’œil, ce qui favorise une cataracte. Le risque accru de cancer peut être mesurable à partir de 250 jours de voyage dans l'espace, ce qui est rare, et est encore difficile à estimer précisément car « la cohorte d'astronautes qui a vécu dans l'espace est trop faible », selon Nicolas Foray. Les radiations peuvent également endommager le système nerveux central, ce qui peut conduire à des fonctions cognitives altérées, des fonctions motrices réduites et des troubles comportementaux.

### Les conséquences psychologiques
La sécurité de l'équipage et le bon déroulement de la mission pourraient être gravement menacés en cas de défaillance psychologique humaine tels que des erreurs dans la réalisation des tâches importantes, des problèmes de communication et de dynamique de groupe au sein de l'équipage, un stress psychologique critique consécutif à un séjour en milieu confiné ou à des troubles du sommeil chroniques.
Les cas d'équipages ayant eu des problèmes à coopérer et à travailler ensemble ou avec les contrôleurs au sol sont nombreux, que ce soit dans les programmes spatiaux américains ou russes. Des problèmes relationnels et de mauvaise communication ont déjà entraîné des situations potentiellement dangereuses, comme ces membres d'équipage refusant de se parler, ou de communiquer avec le sol, lors de la réalisation d'opérations critiques. 

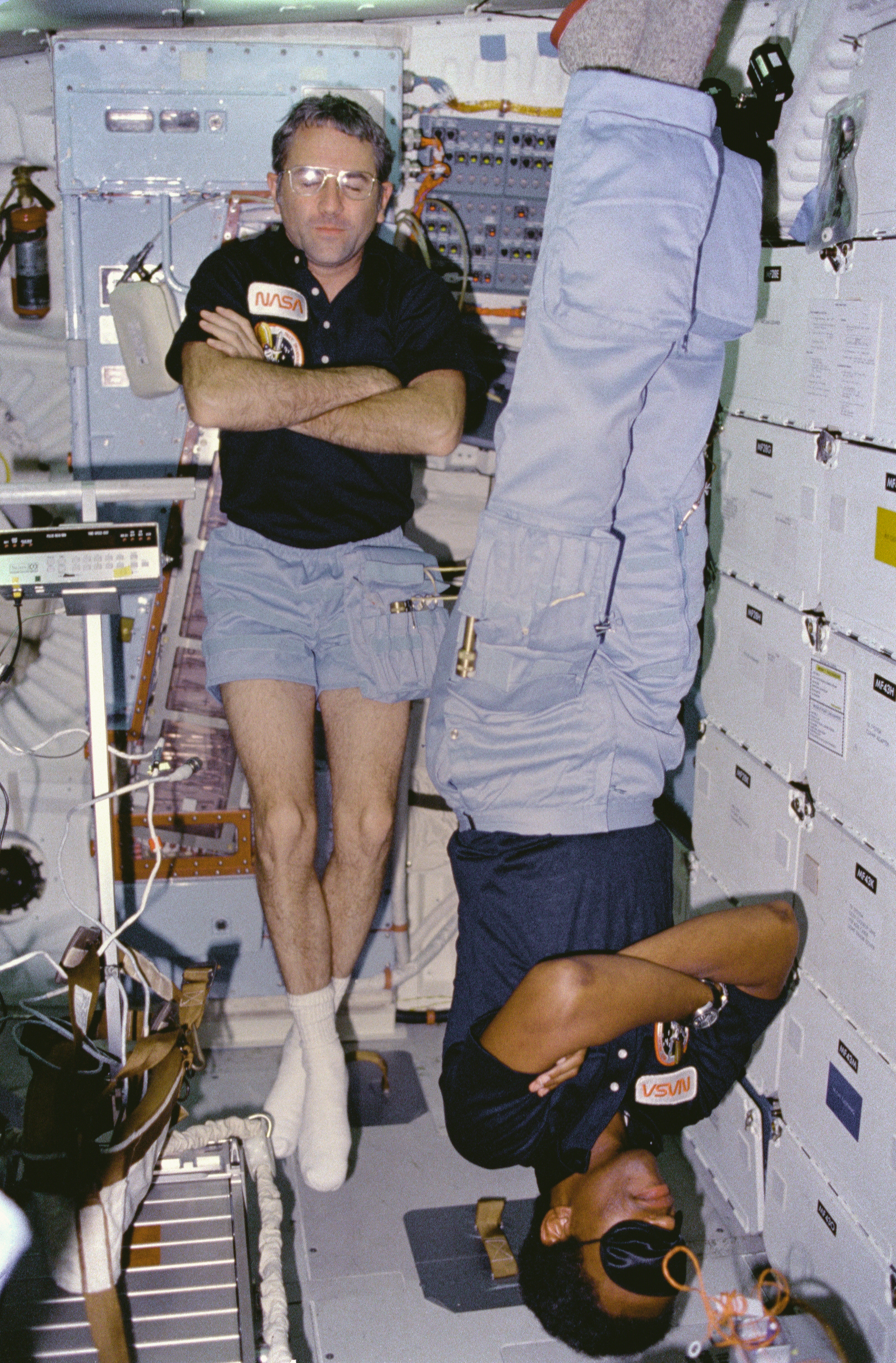
Un bon sommeil est indispensable au maintien des performances humaines.

Les facteurs de risques sont une mauvaise adaptation psychologique, des problèmes de sommeil et de rythme circadien, des problèmes de l'interface humain/système, des affections neuropsychiatriques comme un syndrome anxiodépressif.
Cette défaillance des performances humaines peut être due à une mauvaise adaptation psychologique vis-à-vis du stress inhérent à un vol spatial. Les causes de ce stress sont les risques potentiels liés à la mission et la vie en milieu confiné et isolé. Ce stress peut être accru par la monotonie et l'ennui, notamment au niveau alimentaire ; par les problèmes d'autonomie et de dépendance aux autres ; par la promiscuité ; par la séparation avec la famille et les amis ; par la durée du vol ; par des incompatibilités et des tensions interpersonnelles ; par des défaillances mécaniques du vaisseau ; par une mauvaise communication ; par des troubles du sommeil ou un isolement social.
Le dérèglement des cycles circadiens et une dégradation aiguë et chronique de la qualité et de la quantité de sommeil sont un risque bien connu des vols spatiaux qui entraîne fatigue, baisse des performances et augmentation du stress. Toutes les études du sommeil dans l'espace retrouvent que la durée moyenne de sommeil est abaissée à 6 heures par jour, voire moins lors de la réalisation d'interventions importantes ou en cas d'urgences. La qualité du sommeil des astronautes dans l'espace est également altérée. Les médications les plus fréquemment administrées sont des hypnotiques. Ces problèmes peuvent diminuer sévèrement les performances cognitives de l'équipage, posant des risques pour sa sécurité et le succès de la mission. 
Les solutions à envisager pour limiter ce risque sont la mise en place de critères de sélection rigoureux de l'équipage avant la mission; une fois en vol une surveillance discrète des niveaux de stress, des stratégies d'ajustement et d'adaptation, de la performance et du sommeil, avec un protocole précis pour le diagnostic et le traitement des maladies psychologiques et comportementales  qui pourraient survenir ; assurer un sommeil de qualité ; mettre en place une répartition et un planning précis des charges de travail.